# James Arnold Taylor
James Arnold Taylor (22 juli 1969) is een Amerikaans stemacteur. Taylor is vooral bekend door zijn deelname aan de animatiefilm uit 2008 en de bijbehorende animatieserie Star Wars: The Clone Wars. Hierin speelt hij de rol van Jedi Meesters Obi-Wan Kenobi en Plo Koon. Het verhaal van The Clone Wars speelt zich af tussen Star Wars: Episode II - Attack of the Clones (2002) en Star Wars: Episode III - Revenge of the Sith (2005). Ook sprak hij de stem van Obi-Wan Kenobi in voor de animatieseries Star Wars Rebels en Star Wars: Tales of the Jedi. In de film Star Wars: Episode VII: The Force Awakens speelde Taylor een Stormtrooper.
James Arnold Taylor is verder bekend van het inspreken van de stemmen van Jonny Test, Fred Flintstone en Ratchet van Ratchet & Clank.
- Bibliothèque nationale de France: cb14649280s (data)
- International Standard Name Identifier: 0000 0001 1474 0251
- Library of Congress Control Number: n2008081267
- MusicBrainz: f25ea848-cbb7-41af-8f0a-d6e837b1445e
- Nationale Bibliotheek van Israël: 987012160366005171
- Nederlandse Thesaurus van Auteursnamen: 40503170X
- Virtual International Authority File: 65951714
- WorldCat: E39PBJjmMrM3F33brKWmThXrv3